# Paratax
Paratax, från grekiskans para (bredvid) och taxis (ordning), är en litterär teknik som består av satser som samordnas och binds samman. I svenska språket sker detta ofta genom att utesluta bindeord. Ett välkänt exempel är Julius Caesars citat Veni, vidi, vici (jag kom, jag såg, jag segrade).